# ایولینه کرافت
ایولینه کرافت (آلمانی: Evelyne Kraft؛ ‏ ۲۲ سپتامبر ۱۹۵۱ – ۱۳ ژانویهٔ ۲۰۰۹) سرمایه‌دار و بازیگر اهل سوئیس بود. وی بین سال‌های ۱۹۷۳ تا ۱۹۸۱ میلادی فعالیت می‌کرد.
از فیلم‌هایی که وی در آن نقش داشته‌است، می‌توان به تهران ۴۳ و مکان قرار ملاقات اشاره کرد.